# Montigny-lès-Cormeilles
Montigny-lès-Cormeilles és un municipi francès, situat al departament de Val-d'Oise i a la regió de Illa de França. L'any 2007 tenia 18.526 habitants.
Forma part del cantó d'Herblay, del districte d'Argenteuil i de la Comunitat d'aglomeració Val Parisis.

## Demografia

### Població
El 2007 la població de fet de Montigny-lès-Cormeilles era de 18.526 persones. Hi havia 6.228 famílies, de les quals 1.290 eren unipersonals (572 homes vivint sols i 718 dones vivint soles), 1.465 parelles sense fills, 2.719 parelles amb fills i 754 famílies monoparentals amb fills.
La població ha evolucionat segons el següent gràfic:
Habitants censats

### Habitatges
El 2007 hi havia 6.643 habitatges, 6.363 eren l'habitatge principal de la família, 29 eren segones residències i 251 estaven desocupats. 3.232 eren cases i 3.361 eren apartaments. Dels 6.363 habitatges principals, 3.768 estaven ocupats pels seus propietaris, 2.476 estaven llogats i ocupats pels llogaters i 119 estaven cedits a títol gratuït; 88 tenien una cambra, 644 en tenien dues, 1.693 en tenien tres, 2.000 en tenien quatre i 1.939 en tenien cinc o més. 4.532 habitatges disposaven pel capbaix d'una plaça de pàrquing. A 3.301 habitatges hi havia un automòbil i a 2.037 n'hi havia dos o més.

### Piràmide de població
La piràmide de població per edats i sexe el 2009 era:
| Homes | Edats   | Dones |
| ----- | ------- | ----- |
| 0     | 95 o +  | 13    |
| 11    | 90 a 94 | 22    |
| 42    | 85 a 89 | 84    |
| 27    | 80 a 84 | 113   |
| 102   | 75 a 79 | 165   |
| 137   | 70 a 74 | 187   |
| 282   | 65 a 69 | 241   |
| 283   | 60 a 64 | 272   |
| 426   | 55 a 59 | 298   |
| 623   | 50 a 54 | 721   |
| 687   | 45 a 49 | 714   |
| 660   | 40 a 44 | 633   |
| 721   | 35 a 39 | 740   |
| 559   | 30 a 34 | 638   |
| 583   | 25 a 29 | 543   |
| 556   | 20 a 24 | 590   |
| 607   | 15 a 19 | 691   |
| 616   | 10 a 14 | 704   |
| 765   | 5 a 9   | 675   |
| 609   | 0 a 4   | 422   |

## Economia
El 2007 la població en edat de treballar era de 12.783 persones, 9.499 eren actives i 3.284 eren inactives. De les 9.499 persones actives 8.368 estaven ocupades (4.373 homes i 3.995 dones) i 1.131 estaven aturades (533 homes i 598 dones). De les 3.284 persones inactives 783 estaven jubilades, 1.429 estaven estudiant i 1.072 estaven classificades com a «altres inactius».

### Ingressos
El 2009 a Montigny-lès-Cormeilles hi havia 6.550 unitats fiscals que integraven 19.109,5 persones, la mediana anual d'ingressos fiscals per persona era de 17.698 €.

### Activitats econòmiques
Dels 643 establiments que hi havia el 2007, 3 eren d'empreses extractives, 6 d'empreses alimentàries, 9 d'empreses de fabricació de material elèctric, 2 d'empreses de fabricació d'elements pel transport, 18 d'empreses de fabricació d'altres productes industrials, 118 d'empreses de construcció, 176 d'empreses de comerç i reparació d'automòbils, 58 d'empreses de transport, 30 d'empreses d'hostatgeria i restauració, 27 d'empreses d'informació i comunicació, 16 d'empreses financeres, 23 d'empreses immobiliàries, 68 d'empreses de serveis, 61 d'entitats de l'administració pública i 28 d'empreses classificades com a «altres activitats de serveis».
Dels 174 establiments de servei als particulars que hi havia el 2009, 2 eren oficines de correu, 2 oficines bancàries, 10 tallers de reparació d'automòbils i de material agrícola, 3 autoescoles, 19 paletes, 23 guixaires pintors, 13 fusteries, 18 lampisteries, 20 electricistes, 17 empreses de construcció, 9 perruqueries, 4 veterinaris, 24 restaurants, 6 agències immobiliàries, 2 tintoreries i 2 salons de bellesa.
Dels 60 establiments comercials que hi havia el 2009, 1 era, 3 supermercats, 3 grans superfícies de material de bricolatge, 5 botiges de menys de 120 m², 7 fleques, 4 carnisseries, 1 una carnisseria, 1 una peixateria, 9 botigues de roba, 3 botigues d'equipament de la llar, 2 botigues d'electrodomèstics, 11 botigues de mobles, 2 botigues de material esportiu, 1 una botiga de material esportiu, 1 una botiga de material de revestiment de parets i terra, 2 perfumeries, 3 joieries i 1 una joieria.

## Equipaments sanitaris i escolars
El 2009 hi havia 5 farmàcies i 1 ambulància.
El 2009 hi havia 4 escoles maternals i 7 escoles elementals. Montigny-lès-Cormeilles disposava de 2 col·legis d'educació secundària amb 1.033 alumnes.

## Poblacions més properes
El següent diagrama mostra les poblacions més properes.